# ParshipMeet Group
Die ParshipMeet Holding GmbH (meist bezeichnet als ParshipMeet Group) ist eine deutsche Dachgesellschaft mit Sitz in Hamburg, in der Beteiligungen des Medienunternehmens ProSiebenSat.1 Media an nationalen und internationalen Online-Unternehmen, die Dienstleistungen und Produkte im Bereich Dating, Partnerschaftsvermittlung und Social Networking vertreiben, gebündelt sind.

## Geschichte
Mitte Dezember 2019 wurde ein Interesse an der Übernahme der in New Hope, Pennsylvania ansässigen US-amerikanische Unternehmen The Meet Group, Inc. durch die deutsche Holding NuCom Group bekannt. Anteilseigner der in Unterföhring bei München sitzende Holding sind das deutsche Medienunternehmen ProSiebenSat.1 Media sowie der US-amerikanische Finanzinvestor General Atlantic. Im März 2020 wurde die Übernahme seitens ProSiebenSat.1 Media und General Atlantic bestätigt. Zusammen mit der zur NuCom Group gehörende Online-Partnervermittlungsunternehmen Parship Group soll The Meet Group im Online-Dating-Segment zu einem weltweit führenden Anbieter werden. Während zur Parship Group unter anderem die Marken Parship, ElitePartner und eHarmony gehören, beinhaltet The Meet Group unter anderem die Marken MeetMe, Tagged und Lovoo. Im September 2020 wurde die Übernahme nach Zustimmung durch die bisherigen Aktionäre der The Meet Group sowie die zuständigen kartellrechtlichen und regulatorischen Behörden abgeschlossen. Bereits am 29. Juni 2020 wurde hierfür die Holding unter dem Namen Blitz H20-904 GmbH gegründet und mit Sitz in Hamburg in das Handelsregister eingetragen. Die Parship Group wurde anschließend aus der NuCom Group herausgelöst und zusammen mit The Meet Group unter dem neuen Namen ParshipMeet Holding GmbH bzw. ParshipMeet Group gebündelt. Seit Juni 2021 ist Lovoo Teil der Parship Group.

## Eigentümer
Eigentümer der ParshipMeet Group waren bis März 2025 im Wesentlichen ProSiebenSat.1 Media mit 55 Prozent der Anteile und der US-amerikanische Finanzinvestor General Atlantic mit 45 Prozent. Für das Jahr 2022 prüften die beiden Eigentümer einen Börsengang der ParshipMeet Group. Die Transaktion sollte in der ersten Jahreshälfte 2022 erfolgen. Mehrheitseigentümer sollte weiterhin die ProSiebenSat.1 Media bleiben. Im März 2022 wurde bekannt, dass der Börsengang vorerst zurückgestellt wurde unter anderem wegen des russisch-ukrainischen Kriegs. Ein geplanter Börsengang ist nun 2025 zu erwarten.
Zugleich mit dem Verkauf der Preisvergleichs-Tochter Verivox an die italienische Moltiply Group im März 2025 übernahm ProSiebenSat.1 Media den von General Atlantic gehaltenen Minderheits-Anteil an der ParshipMeet Group vollständig.

## Übersicht der Marken
Der ParshipMeet Group gehören direkt oder indirekt über ihre Tochtergesellschaften aktuell folgende Marken:

### Parship Group
| Marke | Marke        | Launch       | Geschäftsangebot          |
| ----- | ------------ | ------------ | ------------------------- |
|       | Parship      | Februar 2001 | Online-Partnervermittlung |
|       | ElitePartner | April 2004   | Online-Partnervermittlung |
|       | eHarmony     | August 2000  | Online-Partnervermittlung |
|       | LOVOO        | Oktober 2011 | Social Dating-Plattform   |

### The Meet Group
| Marke | Marke  | Launch        | Geschäftsangebot        |
| ----- | ------ | ------------- | ----------------------- |
|       | MeetMe | April 2005    | Social-Dating-Plattform |
|       | Skout  | 2007          | Social-Dating-Plattform |
|       | Tagged | Oktober 2004  | Soziales Netzwerk       |
|       | GROWLr | November 2010 | Social-Dating-Plattform |

## Kennzahlen
Im Folgenden werden die Kennzahlen seit der Gründung der Dachgesellschaft 2020 aufgelistet.
| Jahr                  | 2020 | 2021 | 2022 | 2023 |
| --------------------- | ---- | ---- | ---- | ---- |
| Umsatz (in Mio. Euro) | 333  | 542  | 518  | 434  |
|                       |      |      |      |      |
| Mitarbeitende         | 632  | 654  | 627  | 535  |